# وائل جسار
وائل جَسّار (به عربی: وائل جسّار) (زادهٔ ۲۲ نوامبر ۱۹۷۶ در لبنان) آوازخوان مرد عرب زبان لبنانی است.
وائل کار آوازخوانی را از خردسالی زمانی که تنها هشت سال داشت آغازید که اجرای او از همان آغاز تحسین رایمندان و دست اندرکاران موسیقی عربی را برانگیخت تا جایی که از وی به عنوان کودکی نابغه یاد می‌کردند. او بدین سان آلبوم نخست خود را در سن ۱۱ سالگی با عنوان خداحافظی عرضه کرد.
او متاهل است و یک پسر به نام وائل (همنام خویش) و یک دختر به نام مارلین دارد.

## مهمترینآلبومها
- ساعات بقول
- توعدنی لیه
- مشیت خلاص
- الدینا علمتنی
- ماشی والدنیا ماشیة
- الله یخلیهم
- فی حضرة المحبوب
- کل دقیقه شخصیه

## تک آهنگها
- تترات مسلسل الدالی
- تترات مسلسل ناصر
- تترات مسلسل کید النسا
- لو عذابی طال
- میلیون احبک
- البشارة یا مریم
- المسیح الحنان
- نحلم سوا
- هل فی وقت
- اسمی انس